# Pako Ayestarán
Francisco Martín "Pako" Ayestarán Barandiarán (Beasain, Guipúscoa, 5 febrer de 1963) és un preparador físic i entrenador de futbol basc. Ha dirigit el València Club de Futbol, on va arribar després de la destitució de l'entrenador britànic Gary Neville.

## Trajectòria esportiva
Quan era adolescent, Ayestarán va formar part de les categories inferiors de la Reial Societat, però mai va ser capaç de destacar com a futbolista. Més tard es va graduar com a Llicenciat en Ciències de l'Activitat Física i l'Esport, a més, va obtenir el seu títol d'Entrenador Nacional de Futbol i va ser màster en Alt Rendiment Esportiu pel COE.
Va començar la seva carrera com a preparador físic i auxiliar tècnic de Rafa Benítez al Club Atlètic Osasuna de la Segona Divisió espanyola la temporada 1996-97, posteriorment amb el Club de Futbol Extremadura, amb el qual va aconseguir un ascens i un descens durant les temporades 1997-98 i 1998-99. La temporada 2000-01 va estar amb el Club Deportivo Tenerife i després al València Club de Futbol de 2001 fins a 2004, on va obtenir dos títols de lliga i una Copa de la UEFA. El 2004 va arribar al Liverpool Football Club i va aconseguir els títols de la Lliga de Campions de la UEFA, Supercopa d'Europa, FA Cup i Community Shield.
L'estiu de 2007, essent encara preparador físic del Liverpool FC amb Rafa Benítez, Javier González, candidat a la presidència de l'Athletic Club, va anunciar que en cas que guanyés les eleccions, Ayestarán seria el director general esportiu de la institució, la qual cosa no va succeir a causa que Fernando García Macua va guanyar les eleccions.
Al setembre, Ayestarán va renunciar al seu càrrec com a auxiliar tècnic del Liverpool FC després de tenir diferents desacords amb Benítez, acabant així una relació de feina d'onze anys. Després d'això, Benítez va titllar Ayestarán de traïdor, acusant-lo de tenir contacte amb altres equips d'amagat, la qual cosa va ser desmentida per Ayestarán, que va esmentar que va deixar el seu càrrec perquè Benítez va oblidar els seus principis. Després de sortir de Liverpool va ser convidat per Avram Grant per formar part del seu cos tècnic en Chelsea FC, però Ayestarán va rebutjar l'oferta.
El gener de 2008 va ser director esportiu de la Reial Societat, però va deixar el càrrec després d'unes setmanes a causa d'un conflicte amb el president del club, Iñaki Badiola.
La temporada 2008-09 treball preparador físic de Quique Sánchez Flores al SL Benfica portuguès, on va guanyar la Copa de la Lliga de Portugal.
La següent temporada torna al València CF com a preparador físic d'Unai Emery. Després d'acabar la temporada, Ayestarán va decidir no renovar contracte.
Després de descansar un any, va tornar a treballar amb Quique Sánchez Flores, aquest cop a l'Al-Ahli FC dels Emirats Àrabs Units durant la temporada 2011-12. Amb l'equip de Dubai va aconseguir la Copa de Lliga dels Emirats Àrabs Units i després va deixar el seu càrrec com a auxilar.
L'agost de 2013 va començar la seva trajectòria com a director tècnic en solitari en fer-se càrrec del Club Deportivo Estudiantes Tecos de Mèxic. El 4 de maig de 2014, va obtenir el seu primer títol com a entrenador quan el seu equip va derrotar el Correcaminos de la UAT als penals a la final de la Lliga d'Ascens de Mèxic. El Tecos va disputar la Final de Ascenso contra els Leones Negros de la Universidad de Guadalajara, i va perdre l'eliminatòria per un marcador global de 4-3 i no va assolir l'ascens a la Primera Divisió de Mèxic. Després de perdre la final, la franquícia de Tecos es va traspassar a Zacatecas i es va transformar en Mineros de Zacatecas, però Ayestarán va decidir de no seguir amb l'equip explicant que no tenia la intenció de romandre a la Lliga d'Ascens.
El 26 d'agost de 2014, Ayestarán va ser anunciat com a nou entrenador del Maccabi Tel Aviv FC després de la renúncia d'Óscar García Junyent a dos dies de disputar un partit de tornada de la Lliga Europea de la UEFA. García va argumentar que dimitia del seu lloc a causa de la Guerra a Gaza. Pako no va dirigir el partit de tornada, el qual va guanyar Macccabi per un marcador de 1-3, però va quedar eliminat pel gol visitant. Va obtenir el seu primer títol amb l'equip en derrotar el Maccabi Haifa a la final de la Copa Toto. El 17 de maig de 2015 va aconseguir el títol de la Ligat ha'Al, i tres dies després aconsegueix el triplet en derrotar l'Hapoel Be'er Sheva a la final de la Copa d'Israel. Tot i haver aconseguit el triplet, Pako va decidir deixar el club. Després de sortir de Maccabi, va ser vinculat amb el Liverpool, aquesta vegada com a auxiliar de Brendan Rodgers, però Pako declara que només estava interessat a seguir dirigint com a entrenador principal.
El 19 d'agost va ser anunciat com a nou entrenador del Club Santos Laguna mexicà en substitució de Pedro Caixinha
qui havia renunciat al seu lloc dies abans. No obstant això, el 21 de novembre s'anuncia que per al Clausura 2016 deixarà el club a causa dels mals resultats.
El 13 de febrer de 2016 es va fer oficial el seu retorn, per tercera vegada, al València Club de Futbol, però no com a preparador físic com va passar en les dues etapes anteriors sinó com a membre auxiliar del cos tècnic encapçalat pel britànic Gary Neville en la seva primera etapa com a primer entrenador, i amb Miguel Ángel Angulo i Phil Neville com a companys dins l'staff tècnic.
El 30 de març de 2016 passa a ser l'entrenador del València Club de Futbol després de la destitució de Gary Neville. Va debutar amb una derrota, però després va aconseguir tres victòries consecutives que van segellar la permanència de l'equip. El 24 de maig, renova amb el València fins al 2018. Fou però destituït el 20 de setembre, després d'haver perdut els 4 primers partits de lliga.
Ayestarán va substituir Manolo Márquez com a entrenador de la UD Las Palmas el 27 de setembre de 2017. Va assolir un empat i 6 derrotes abans de deixar el càrrec el 30 de novembre, en una temporada en què els canaris van descendir.
El 29 de maig de 2018, Ayestarán va retornar a la primera divisió mexicana, al Pachuca. Fou cessat el 20 de gener de 2019, després de no assolir els play-offs de l'Apertura i de jugar per sota de les seves possibilitats tres partits del Clausura 2018–19.
Ayestarán va tornar a la feina el 10 d'agost de 2020 amb un contracte per dos anys amb el CD Tondela de la primera divisió de Portugal, en substitució del basc Natxo González. amb una victòria a casa per 3–1 contra l'GD Estoril el 21 de desembre de 2021, va guiar l'equip als quarts de final de la Taça de Portugal per primer cop en la seva història.
El 16 de març de 2022, després d'una sèrie de cinc derrotes i un empat a la lliga 2021–22, Ayestarán fou cessat pel Tondela, malgrat que l'equip tenia un 3–0 d'avantatge per afrontar el segon partit de la semifinal de la Copa contra el CD Mafra.